# فرودگاه کرن ولی

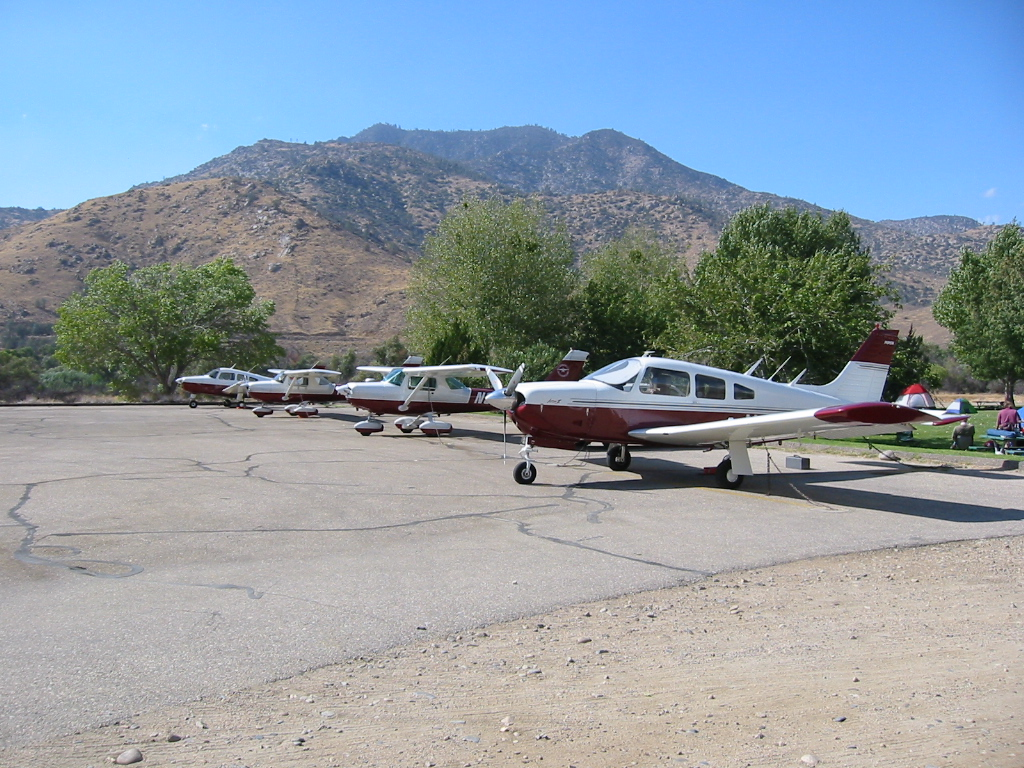
فرودگاه کرن ولی

فرودگاه کرن ولی (به انگلیسی: Kern Valley Airport) یک فرودگاه همگانی است که یک باند فرود آسفالت دارد و طول باند آن ۱۰۶۷ متر است. این فرودگاه در شهر کرنویل، کالیفرنیا کشور ایالات متحده آمریکا قرار دارد و در ارتفاع ۷۹۶٫۷ متری از سطح دریا واقع شده است.